# Passing (sociologie)
Pour l’article homonyme, voir passing.

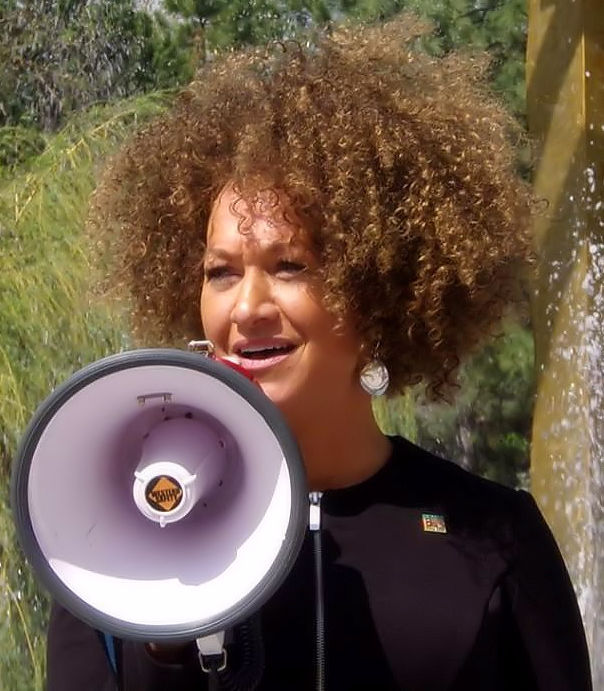
Rachel Dolezal est passée pour noire pendant des années et a été présidente d'un chapitre de la National Association for the Advancement of Colored People.

Le passing est la capacité d'une personne à être considérée comme membre d'un groupe social autre que le sien, comme l'ethnie, la caste, la classe sociale, l'orientation sexuelle, le genre, la religion, l'âge ou le handicap,,,.
Le passing peut conférer des privilèges, des récompenses, une meilleure acceptation sociale ou aider à faire face à une stigmatisation. Lorsque l'expression de la véritable identité ou de l'identité antérieure représente une menace pour la personne, le passing peut servir à préserver ou à protéger l'intégrité de cette identité. Le passing peut dépendre de l'acceptation par une communauté et peut également mener une personne à quitter sa communauté d'appartenance de façon temporaire ou permanente. Ainsi, la personne peut être appelée à se dissocier de son identité d'origine, de sa famille, de ses amis ou de ses expériences de vie passées.
Alors qu'un passing réussi peut contribuer à la stabilité financière, la sécurité et l'évitement de la stigmatisation, il peut entraîner des répercussions émotionnelles négatives causées par le déni de l'identité d'origine et peut mener à la dépression ou au mépris de soi.

## Étymologie
Le terme est la nominalisation du verbe to pass et il s'est popularisé à la fin des années 1920.

## Types depassing

### Classe sociale
Le passing de classe, analogue au passing de genre, est la dissimulation, ou la fausse déclaration, de la classe sociale d'une personne. Contrairement au passing de genre ou d'ethnie  souvent stigmatisés, le passing de classe est généralement accepté et considéré comme normal. Le passing de classe est récurrent aux États-Unis puisqu'il est lié à la notion de rêve américain et d'ascension sociale.

#### Culture populaire
Les romans britanniques ou américains décrivant un passing de classe comprennent notamment Monsieur Ripley, Anne… la maison aux pignons verts, les romans d’Horatio Alger…
Les films avec des personnages faisant des passing de classe incluent notamment Arrête-moi si tu peux ou André Hardy va dans le monde.
Les passing de classe figurent aussi dans les programmes de téléréalité comme Joe Millionaire : les candidats sont souvent immergés dans de grandes richesses matérielles, ou peuvent avoir à cacher leur statut de classe.

#### Exemples historiques
La vie de Lady Hamilton est un exemple de passing de classe.

### Ethnie

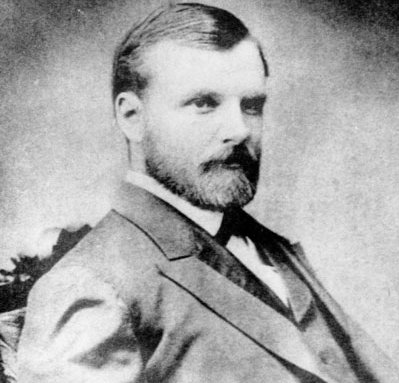
Le géologue américain Clarence King, un blanc, a déclaré être noir pour pouvoir se marier à Ada Copeland, une femme noire qui serait née esclave. Il était blanc de peau et avait les yeux bleus.

L'origine du terme passing appliqué à l'ethnie vient des métis américains, le plus souvent noirs, qui s'identifient comme appartenant à d'autres groupes ethniques, le plus souvent blancs. Des groupes discriminés d'Amérique du Nord et d'Europe peuvent ainsi modifier leurs accents, leur vocabulaire, leur tenue vestimentaire, leurs soins de beauté et même leur nom, dans le but d'être considérés comme étant membres d'un groupe majoritaire ou d'un groupe de minorité privilégiée,.
En 1929, le roman Passing, écrit par Nella Larsen, aide à établir le terme après plusieurs années d'utilisation hasardeuse. Le personnage principal du roman, tout comme l'auteure, est une Afro-américaine qui passe pour une personne blanche. Le roman est écrit au moment de la renaissance de Harlem, quand le passing est présent tant dans la réalité que dans la fiction. Depuis les mouvements des droits civiques des années 1960, la fierté ethnique a fait diminuer l'importance de l'enjeu du passing pour les Noirs américains,.

#### Exemples depassingdans la fiction
Les hommes juifs circoncis d'Allemagne pendant la Seconde Guerre mondiale ont tenté de restaurer leur prépuce pour se faire passer pour des gentils. Le film Europa Europa explore ce thème.
Le roman La Tache (2000) de Philip Roth a pour personnage central un Afro-américain qui se fait passer pour un juif américain. Le film La Couleur du mensonge est inspiré de ce roman.
Dans le roman noir J'irai cracher sur vos tombes (1946) de Vernon Sullivan (Boris Vian), le personnage principal est le fils d'une mulâtresse et se fait passer pour blanc pour assouvir une vengeance.

### Religion
Le passing en tant que membre d'une autre religion ou athée n'est pas rare chez les membres de communautés religieuses minoritaires.

### Genre et orientation sexuelle
Le passing d'une orientation sexuelle différente est traditionnellement utilisé par les hommes ou femmes homosexuels qui prétendent être hétérosexuels pour éviter l'hostilité injustifiée. L'expression « être dans le placard » est souvent employée pour désigner quelqu'un qui tente de cacher ou de dissimuler son orientation sexuelle.
Dans la communauté transgenre, le passing est utilisé pour désigner le moment de la transition d'un homme trans, d'une femme trans ou d'une personne non-cisgenre où le genre désiré est endossé quotidiennement et qu'il est impossible d'identifier celui qui leur a été assigné à la naissance.

### Autres

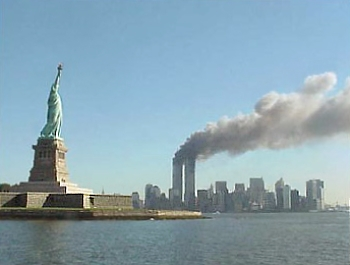
L'Espagnole Alicia Esteve Head a prétendu être l'une des survivantes des attentats du 11 septembre 2001. Elle était en réalité à Barcelone, où elle faisait ses études, au moment des événements. Elle a été présidente d'un réseau d'entraide pour survivants des attentats et a fait visiter le Tribute WTC Visitor Center au maire Rudy Giuliani.

## Littérature et cinéma
- Romans
  - Monsieur Ripley de Patricia Highsmith
  - La Tache de Philip Roth
  - Show Boat d'Edna Ferber qui a inspiré de nombreuses comédies musicales
- Films
  - Arrête-moi si tu peux de Steven Spielberg
  - La Couleur du destin, film sur les relations raciales et le passing aux États-Unis
  - La Couleur du mensonge, film inspiré du roman La Tache de Philip Roth
  - Passing (2021)
  - Europa Europa d'Agnieszka Holland